# Strade Bianche 2018
De 12e editie van de Italiaanse wielerwedstrijd Strade Bianche werd gehouden op 3 maart 2018. De start en finish waren in het  Toscaanse Siena. De wedstrijd maakte deel uit van de UCI World Tour. Michał Kwiatkowski was de titelverdediger. De wedstrijd wordt gekenmerkt door de typische grindwegen. De Belg Tiesj Benoot kwam als eerste over de streep.

## Vrouwen
De wedstrijd was bij de vrouwen aan zijn vierde editie toe en maakte deel uit van de UCI Women's World Tour 2018, in de categorie 1.WWT. De Italiaanse Elisa Longo Borghini was de titelverdediger. De overwinning ging naar de Nederlandse Anna van der Breggen.

### Deelnemende ploegen
| UCI-teams                          | UCI-teams                             |
| ---------------------------------- | ------------------------------------- |
| Alé Cipollini                      | Lotto Soudal Ladies                   |
| Aromitalia Vaiano                  | Mitchelton-Scott                      |
| Astana Women's Team                | Movistar Team                         |
| BePink                             | S.C. Michela Fanini Rox               |
| Boels Dolmans Cycling Team         | Servetto–Stradalli Cycle–Alurecycling |
| BTC City Ljubljana                 | Team Sunweb                           |
| Canyon-SRAM                        | Top Girls Fassa Bortolo               |
| Cervélo-Bigla                      | Trek-Drops                            |
| Cylance Pro Cycling                | Team Virtu Cycling                    |
| Eurotarget–Bianchi–Vitasana        | Valcar PBM                            |
| FDJ Nouvelle-Aquitaine Futuroscope | Waowdeals Pro Cycling                 |
| Hitec Products                     | Wiggle High5                          |

### Uitslag
| Plaats  | Naam                  | Ploeg               | tijd     |
| ------- | --------------------- | ------------------- | -------- |
| Winnaar | Anna van der Breggen  | Boels Dolmans       | 4u10'48" |
| 2       | Katarzyna Niewiadoma  | Canyon-SRAM         | + 49"    |
| 3       | Elisa Longo Borghini  | Wiggle High5        | + 59"    |
| 4       | Chantal Blaak         | Boels Dolmans       | + 1'32"  |
| 5       | Lucy Kennedy          | Mitchelton-Scott    | z.t.     |
| 6       | Janneke Ensing        | Alé Cipollini       | + 1'37"  |
| 7       | Amanda Spratt         | Mitchelton-Scott    | + 1'41"  |
| 8       | Ashleigh Moolman      | Cervélo-Bigla       | + 2'25"  |
| 9       | Ellen van Dijk        | Team Sunweb         | + 2'36"  |
| 10      | Cecilie Uttrup Ludwig | Cervélo-Bigla       | + 2'50"  |
| 11      | Marta Bastianelli     | Alé Cipollini       | + 4'10"  |
| 12      | Megan Guarnier        | Boels Dolmans       | z.t.     |
| 13      | Tatiana Guderzo       | Hitec Products      | z.t.     |
| 14      | Angelica Brogi        | Aromitalia Vaiano   | + 4'14"  |
| 15      | Alena Amjaljoesik     | Canyon-SRAM         | z.t.     |
| 16      | Liane Lippert         | Team Sunweb         | + 4'16"  |
| 17      | Lucinda Brand         | Team Sunweb         | + 4'22"  |
| 18      | Georgia Williams      | Mitchelton-Scott    | + 4'24"  |
| 19      | Elena Cecchini        | Canyon-SRAM         | + 4'26"  |
| 20      | Alicia González       | Movistar Team       | + 4'28"  |
|         |                       |                     |          |
| 39      | Julie Van de Velde    | Lotto Soudal Ladies | + 12'48" |

## Mannen
De Strade Bianche is onderdeel van de UCI World Tour, maar World Tour-ploegen hadden er startrecht, geen startplicht. Alle WorldTour teams verkozen deel te nemen. De organisatie deelde 3 wildcards uit aan Androni Giocattoli-Sidermec, Nippo-Vini Fantini en Veranda's Willems-Crelan. Er nemen 7 renners per team deel wat een totaal van 147 maakt. 
| WorldTour                                     | ProContinentaal             |
| --------------------------------------------- | --------------------------- |
| AG2R La Mondiale                              | Androni Giocattoli-Sidermec |
| Astana Pro Team                               | Nippo-Vini Fantini          |
| Bahrain-Merida                                | Veranda's Willems-Crelan    |
| BMC Racing Team                               |                             |
| BORA-hansgrohe                                |                             |
| Team EF Education First-Drapac p/b Cannondale |                             |
| Team Dimension Data                           |                             |
| FDJ                                           |                             |
| Lotto Soudal                                  |                             |
| Mitchelton-Scott                              |                             |
| Movistar Team                                 |                             |
| Quick-Step Floors                             |                             |
| Team Katjoesja Alpecin                        |                             |
| Team LottoNL-Jumbo                            |                             |
| Team Sky                                      |                             |
| Team Sunweb                                   |                             |
| Trek-Segafredo                                |                             |
| UAE Team Emirates                             |                             |

## Uitslag
| Strade Bianche 2018 |                    |                          |          |
| Plaats              | Naam               | Ploeg                    | Tijd     |
| Winnaar             | Tiesj Benoot       | Lotto Soudal             | 5u03'33" |
| 2                   | Romain Bardet      | AG2R La Mondiale         | + 39"    |
| 3                   | Wout van Aert      | Veranda's Willems-Crelan | + 58"    |
| 4                   | Alejandro Valverde | Movistar Team            | + 1'25"  |
| 5                   | Giovanni Visconti  | Bahrain-Merida           | + 1'27"  |
| 6                   | Robert Power       | Mitchelton-Scott         | + 1'29"  |
| 7                   | Zdeněk Štybar      | Quick-Step Floors        | + 1'42"  |
| 8                   | Peter Sagan        | BORA-hansgrohe           | + 2'08"  |
| 9                   | Pieter Serry       | Quick-Step Floors        | + 2'11"  |
| 10                  | Gregor Mühlberger  | BORA-hansgrohe           | + 2'16"  |
|                     |                    |                          |          |
| 20                  | Tom Dumoulin       | Team Sunweb              | + 6'14"  |

2007 · 2008 · 2009 · 2010 · 2011 · 2012 · 2013 · 2014 · 2015 · 2016 · 2017 · 2018 · 2019 · 2020 · 2021 · 2022 · 2023 · 2024 · 2025
 Tour Down Under ·
 Great Ocean Road Race ·
 Ronde van Abu Dhabi ·
 Omloop Het Nieuwsblad ·
 Strade Bianche ·
 Parijs-Nice · 
 Tirreno-Adriatico · 
 Milaan-San Remo ·
 Ronde van Catalonië ·
 Gent-Wevelgem ·
 Dwars door Vlaanderen ·
 E3 Harelbeke ·
 Ronde van Vlaanderen ·
 Ronde van het Baskenland ·
 Parijs-Roubaix ·
 Amstel Gold Race ·
 Waalse Pijl ·
 Luik-Bastenaken-Luik ·
 Ronde van Romandië ·
 Eschborn-Frankfurt ·
 Ronde van Italië ·
 Ronde van Californië ·
 Critérium du Dauphiné ·
 Ronde van Zwitserland ·
 Ronde van Frankrijk ·
 RideLondon Classic ·
 Clásica San Sebastián ·
 Ronde van Polen ·
  BinckBank Tour ·
 Ronde van Spanje ·
 EuroEyes Cyclassics ·
 Bretagne Classic ·
 GP van Quebec ·
 GP van Montreal ·
 Ronde van Lombardije ·
 Ronde van Turkije ·
 Ronde van Guangxi
 Strade Bianche ·
 Ronde van Drenthe ·
 Trofeo Alfredo Binda-Comune di Cittiglio ·
 Driedaagse van De Panne-Koksijde ·
 Gent-Wevelgem ·
 Ronde van Vlaanderen ·
 Amstel Gold Race ·
 Waalse Pijl ·
 Luik-Bastenaken-Luik ·
 Ronde van Chongming ·
 Ronde van Californië ·
 Emakumeen Bira ·
 The Women's Tour ·
 Ronde van Italië voor vrouwen ·
 La Course by Le Tour de France ·
 RideLondon Classic ·
 Open de Suède Vårgårda ·
 Ronde van Noorwegen ·
 Bretagne Classic ·
 Boels Rental Ladies Tour ·
 La Madrid Challenge by La Vuelta ·
 Ronde van Guangxi